# Cassandra (Oper)
Cassandra ist eine Oper in dreizehn Szenen und einem Prolog von Bernard Foccroulle (Musik) mit einem Libretto von Matthew Jocelyn. Die Uraufführung fand am 10. September 2023 im Brüsseler Opernhaus La Monnaie/De Munt statt.

## Handlung
Die Oper handelt von der allgemeinen Gleichgültigkeit gegenüber dem Klimawandel. So wie Cassandra einst vergeblich vor dem Untergang Trojas warnte, sieht die Klimatologin Sandra aufgrund ihrer Forschung über den schmelzenden Eisschild der Antarktis eine furchtbare Tragödie nahen. Obwohl Sandra mit Mitteln der Comedy ein größeres Publikum zu erreichen versucht, findet auch sie kein Gehör. Selbst ihre eigene Familie bleibt skeptisch.
Prolog: „Irgendwo weit weg“. Cassandra vernimmt die Stimmen menschlicher Geister, die sie an ihre Prophezeiungen über den Untergang Trojas gemahnen. Gleichzeitig nimmt sie Schreckensszenen aus der Gegenwart wahr.
Szene 1: „Troja brennt, Cassandra sieht zu“. Hilflos schaut Cassandra der Zerstörung Trojas zu. Die Stadt ist als große Bücherwand dargestellt. Ihre Vorhersage ist eingetreten. Das Wissen wurde vernichtet. Sie schreit vor Verzweiflung: „Ototoi popoi da“ (unübersetzbarer Klageruf). Der Chor weist darauf hin, dass sich die Zeit wiederholt: „Was war, was ist, was sein wird“. Cassandra entgegnet wütend: „Veniet et vobis furor!“ (‚Der Wahnsinn wird auch zu euch kommen!‘)
Szene 2: „Nennt mich Kassandra“. In der Gegenwart beschließt die Klimatologie-Doktorandin Sandra Seymour die Präsentation ihrer Forschungsergebnisse mit einer Comedy-Einlage. Sie hofft, dadurch größere Aufmerksamkeit zu erhalten als durch einen trockenen wissenschaftlichen Vortrag. Ihre Zuhörer reagieren mit Begeisterung. Einer von ihnen jedoch kritisiert sie. Es ist Blake, ein Student der klassischen Literatur. Er hat ihre Arbeiten gelesen und ist von dem Ergebnis ebenso schockiert wie sie selbst. Er findet die Lage jedoch zu ernst, um darüber Witze zu machen. Trotz dieses Konflikts fühlen sich beide zueinander hingezogen.
Szene 3: „Du spucktest mir in den Mund“. Nachdem Cassandras Prophezeiung eingetreten ist, verlangt der Gott Apollo, der ihr die Gabe zur Weissagung verliehen hat, als Gegenleistung ihre Liebe. Cassandra weist ihn zurück. Sie erinnert ihn an Daphne und Castalia – andere Frauen, die seiner „Liebe“ zum Opfer fielen. Eher will sie auf seine Gabe verzichten. Da auch Apollo ein göttliches Geschenk nicht zurücknehmen kann, spuckt er ihr in den Mund. Somit wird niemand mehr ihren Worten glauben schenken. Cassandra bleibt nur noch die Trauer.
Szene 4: „Die Bienen“ (1). Sandra wird von einem Schwarm aus hunderten Bienen verfolgt. Die Natur ist noch unbeschädigt.
Szene 5: „Ototoi popoi da“. Ein Jahr nach ihrer ersten Begegnung leben Sandra und Blake zusammen. Blake ist mit seiner Doktorarbeit über den Agamemnon von Aischylos beschäftigt. Er rätselt über die Bedeutung von Cassandras Klageruf „Ototoi popoi da“. Es handelt sich offenbar nicht um griechische Worte, sondern um einen Ausdruck für ihren unaussprechlichen Schrecken über die Wahrheit ihrer Prophezeiung. Sandra versucht unterdessen, das Abschmelzen des Eisschilds der Antarktis zu modellieren. Besonders betroffen ist das Bach-Schelfeis. Sandra und Blake stellen fest, dass ihre jeweiligen Arbeiten Ähnlichkeiten aufweisen. Im Grunde könnte jeder die Wahrheit der Prophezeiungen erkennen, doch niemand will sie hören. Ein Anruf von Sandras Mutter unterbricht das Gespräch. Sie lädt die beiden zu ihrem 55. Geburtstag ein. Sandras Eltern Victoria und Alexander möchten Blake endlich kennenlernen.
Szene 6: „Abendessen mit der Familie“. Zur Feier kommt auch Sandras Schwester Naomi. Dass die Eltern Sandras Modellierungen scherzhaft mit den antiken Praktiken der Wahrsagerei und dem Lesen der Zukunft aus tierischen Eingeweiden vergleichen, gefällt Sandra gar nicht. Doch selbst als sie auf die akribische Wissenschaftlichkeit ihrer Arbeit hinweist, nehmen ihre Eltern sie nicht ernst. Sie sind zwar im vergangenen Jahr zur Antarktis gereist, um Sandra dort zu besuchen, doch im Gedächtnis blieben ihnen nur die dortigen Tiere und die schwierigen Lebensverhältnisse der Forscher. Für Alexander gibt es nur zwei Arten von Menschen: Einige sehen Probleme, andere Gelegenheiten zum Geldverdienen. Der Streit eskaliert so sehr, dass Sandra und Blake wütend die Feier verlassen wollen. In diesem Moment bringt Naomi die Geburtstagstorte und verkündet, dass sie schwanger sei.
Szene 7: „In der Bibliothek der Toten“. Cassandra lauscht den Stimmen der Toten. Ihr Vater, König Priam, liest, was Aischylos, Euripides und Juvenal über ihn und den Untergang Trojas schrieben. Cassandra weist ihn auf Seneca hin. Priam glaubt, seine Tochter selbst habe durch einen Fluch das Unheil über ihn gebracht. Sie widerspricht. Ihre Mutter Hecuba weist darauf hin, dass Cassandras Worte kein Fluch, sondern eine Prophezeiung gewesen seien. Schließlich erkennt Priam seine eigene Schuld, dass er nicht auf sie hörte. Nachdem er und Hecuba verschwunden sind, hat Cassandra die verstörende Vision einer Katastrophe in einem eisigen Meer.
Szene 8: „Der Sirenenruf der Mutterschaft“. Apollo kommentiert Sandras Situation, während sie und Blake sich lieben. Blake will am nächsten Tag zu einem Öko-Protest in der Antarktis aufbrechen. Er wünscht sich ein Kind von Sandra. Sie möchte jedoch erst ihre Doktorarbeit fertigstellen. Als er auf die Bedeutung seines Einsatzes für die nächste Generation hinweist, entgegnet Sandra, dass jedes neue Leben die Welt näher an den Abgrund bringe. Sandra Gefühle verwirren sich. Sie glaubt, die Stimmen ungeborenen Lebens zu vernehmen, den verführerischen „Sirenenruf der Mutterschaft“, sieht aber zugleich den drohenden „Schiffbruch“ der Welt.
Szene 9: „Die Bienen“ (2). Fünfzehn Bienen summen. Ihr Leben erscheint mühsam.
Szene 10: „Wiegenlied“. Naomi singt ihrem ungeborenen Mädchen ein Wiegenlied. Nachdem sie einige Namen, darunter den ihrer Schwester, verworfen hat, beschließt sie, es nach ihrem Vater „Alexandra“ zu nennen.
Szene 11: „Ein Schiff auf dem Weg zur Antarktis“. Nachdem Abschluss ihrer Doktorarbeit hält Sandra noch einmal ihre Comedy-Show. Diesmal jedoch verzichtet sie weitgehend auf Komik, sondern berichtet ernsthaft vom bevorstehenden Verlust des Bach-Schelfeises und dessen Auswirkungen. In spätestens fünfzig Jahren sei der Eisschild vollständig verschwunden. Ein verärgerter Mann im Publikum protestiert lautstark, er habe Comedy hören wollen und keine Predigt einer Wissenschaftlerin, die auf Kosten der Steuerzahler in die Antarktis fliege. Einige Zuhörer gehen vorzeitig. Sandra gibt jedoch nicht auf, und am Ende gratulieren ihr die Bühnenmanagerin und ihre ebenfalls anwesende Familie. Sie informieren sie allerdings zugleich über Blakes Tod: Sein Schiff sei gesunken, möglicherweise durch einen Torpedo. Während Sandra versucht, die Nachricht zu verarbeiten, platzt Naomis Fruchtblase. Ihre Eltern bringen sie hinaus. Allein zurückgeblieben, hat Sandra eine ähnliche Vision wie Cassandra am Ende der siebten Szene. Sie bricht zusammen. Cassandra erscheint.
Szene 12: „Niemand wird mich jemals zum Schweigen bringen“. Cassandra stimmt gemeinsam mit Sandra den Klageruf „Ototoi popoi da“ an. Beide Frauen erkennen, das sie durch ihre Prophezeiungen miteinander verbunden sind. Cassandra erklärt Sandra, dass Apollo damals verantwortlich dafür war, dass ihre Stimme nicht gehört wurde. Jetzt jedoch gebe es keinen Gott, der in ihren Mund spucke. Niemand werde ihr die Stimme rauben. Während ein Chor den Choral aus Johann Sebastian Bachs Kantate BWV 26, Ach wie flüchtig, ach wie nichtig, singt, überlegt sich Sandra ihre nächsten Schritte.
Szene 13: „Die Bienen“ (3). Fünf Bienen summen. Sie wissen nichts von den Vorgängen.

## Gestaltung
In Presseinterviews vor der Premiere nannte Foccroulle einige seiner mehr oder weniger direkten Inspirationsquellen, darunter Hector Berlioz und die Figur der Cassandre in seiner Oper Les Troyens, Olivier Messiaen, Philippe Boesmans und seine Oper Wintermärchen sowie George Benjamin und seine Oper Written on Skin. Außerdem gibt es gelegentliche Anklänge an Claudio Monteverdi und gegen Schluss einen Choral von Johann Sebastian Bach.
Für die mythologischen Teile der Oper setzt Foccroulle ruhige feierliche Tempi mit schwebendem Klang ein. Die in der Gegenwart spielenden Szenen dagegen sind dagegen lebhafter komponiert und wirken „realer“. Der körperlose (unsichtbare) Chor hat die Funktion des antiken griechischen Theater-Chores. Er ist zwar emotional in die Handlung eingebunden, greift aber nicht aktiv ein. Das Orchester zeichnet sich durch großen Farbenreichtum aus. Gelegentlich gibt es lautmalerische Effekte wie den Flug der Bienen. Die Gesangspartien reichen von (teils elektronisch verstärktem) gesprochenem Text über Schreie bis hin zum traditionellen ausdrucksstarken Gesang, wobei all dies direkt vom Text inspiriert ist.

## Werkgeschichte
Cassandra ist die erste Oper des zur Entstehungszeit fast 70-jährigen belgischen Komponisten und Organisten Bernard Foccroulle, des ehemaligen Generaldirektors des Brüsseler Opernhauses La Monnaie/De Munt, das auch den Kompositionsauftrag vergab. Das Libretto verfasste Matthew Jocelyn. Die Autoren entschieden sich für Jocelyns englische Muttersprache, weil sie „rhythmisch und prägnant ist, mit einer reichen und vielfältigen, alternierenden Intonation“ und zudem die „natürliche Sprache“ der Aktivisten. In einem Interview erklärte Foccroulle, dass er keine „aktivistische Oper“ schreiben, sondern eine „Tragödie der jungen Aktivistinnen und Aktivisten heute“ zeigen wollte.
Die Uraufführung am 10. September 2023 im Brüsseler Opernhaus La Monnaie/De Munt stand unter der musikalischen Leitung von Kazushi Ōno (Dirigent). Das weitere Leitungsteam bestand aus Marie-Ève Signeyrole (Regie), Fabien Teigné (Bühne), Yashi Tabassomi (Kostüme), Philippe Berthomé (Licht), Louis Geisler (Dramaturgie) sowie Marie-Ève Signeyrole und Artis Dzērve (Videos). Es sangen Katarina Bradić (Cassandra), Gidon Saks (Priam und Alexander), Susan Bickley (Hecuba und Victoria), Joshua Hopkins (Apollo und verärgerter Mann im Publikum), Jessica Niles (Sandra), Paul Appleby (Blake),  Sarah Defrise (Naomi), Sandrine Mairesse (Marjorie und Bühnenmanagerin) und Lisa Willems (Konferenzveranstalterin). Ein Videomitschnitt der Produktion wurde von Operavision im Internet bereitgestellt.
Passend zum Thema der Oper achtete das Opernhaus besonders auf ein Bühnenbild mit möglichst niedrigem ökologischen Fußabdruck. Die erste Idee, ausschließlich mit Überresten älterer Produktionen zu arbeiten, erwies sich jedoch als zu restriktiv. Daher gab man Regisseurin und Bühnenbildner ein Jahr Zeit, sich ein Konzept mit möglichst wenigen Bühnenelementen zu überlegen. Die einzelnen Bestandteile wurden daher jeweils für mehrere unterschiedliche Zwecke eingesetzt. Man beschränkte sich letztlich auf einen Würfel aus zwei Einzelstücken, weißen Tüchern, etwas Infrastruktur unter der Bühne, Tüll, Videos und subtilen Lichteffekten. Der zentrale Würfel stellte beispielsweise sowohl einen großen Eisberg, eine Bibliothek und einen Bienenstock dar. Die einzelnen Teile können später wiederverwertet oder verkauft werden.
Die Kritiken fielen unterschiedlich aus. Gerald Malone von Reaction zufolge war die Aufführung sehr erfolgreich und beinahe ein Triumph. Sie sei sehr ansehbar und fesselnd gewesen. Bühnenbild und visuelle Effekte fand er überwältigend. Anders als Foccroulles frühere Werke habe die Musik seiner Oper einen harmonischen und melodischen „Touch“ besessen. Sabine Weber von Klassikfavori nannte die Kombination des alten Mythos mit der Klimakatastrophe einen „genialen Wurf“, bei dem „die Ebenen des Vergangenen und Aktuellen […] perfekt mit einander verwoben“ seien. Die Szenen seien „allesamt real konstruiert und rutschen mit großer Kunstfertigkeit immer wieder ins Surreale ab“, die Musik keine Minute langweilig, die Partitur „farbig, immer neu zusammengesetzt“. Eleanor Knight von Bachtrack war weniger überzeugt von dem Werk. Sie meinte, dass die Partitur nicht über Imitation hinausgehe und es trotz reichlich Spannung kein Drama gebe. Claude Jottrand von Forumoper hatte einen überwiegend positiven Eindruck von der Uraufführung. Er fand die Inszenierung „sehr spektakulär“, bedauerte aber, dass der Chor überwiegend nur von außerhalb der Bühne zu hören war. Alma Torretta, die Rezensentin des italienischen Giornale della musica, benannte das Libretto als größte Schwäche des Werks. Es enthalte eine Menge Phrasen aus der Welt der Umweltaktivisten und sei letztlich langweilig. Besonders die Figur der Sandra fand sie unrealistisch. Die Idee, antike und moderne Geschichte zu kombinieren, hingegen funktioniere. Foccroulles Musik sei angenehm und abwechslungsreich, nicht sehr innovativ, aber sehr akkurat und kultiviert. Die Inszenierung fand sie nicht vollständig überzeugend, das Bühnengeschehen nicht durchgängig verständlich. Jürgen Otten, der Rezensent der Opernwelt, sah die Durchdringung der beiden Zeitebenen kritisch. Er meinte, dass Foccroulle immer wieder „in die Floskel, in den trivialen Aphorismus, in brüchige Linien, spannungsarm, ja fast ein wenig ratlos“, abgleite. Das Libretto habe ihm aber „dergleichen Inkonsistenz und Inkonstanz“ vorgeschrieben. Kassandras Geschichte werde von derjenigen Sandras „aufgeweicht“. Benedict Hévry von ResMusica nannte die Partitur superb und sorgfältig ausgearbeitet („superbe partition très ouvragée“). Stéphane Gilbart zog im Crescendo Magazine das Fazit, dass Oper ein Ort des Bewusstseins sein könne, wenn es ihr gelinge, Vernunft und Emotionen auf diese Weise zu verbinden.
Die Produktion der Brüsseler Uraufführung wurde in der Spielzeit 2024/2025 von der Staatsoper Unter den Linden in Berlin übernommen. Die Premiere fand am 19. Juni 2025 statt. Die Staatskapelle Berlin und der Staatsopernchor wurden von Anja Bihlmaier dirigiert.

## Aufnahmen
- 14. September 2023 – Kazushi Ōno (Dirigent), Marie-Ève Signeyrole (Regie), Fabien Teigné (Bühne), Yashi Tabassomi (Kostüme), Philippe Berthomé (Licht), Louis Geisler (Dramaturgie), Marie-Ève Signeyrole und Artis Dzērve (Videos), Orchester und Chor des Brüsseler Opernhauses La Monnaie/De Munt.
 Katarina Bradić (Cassandra), Gidon Saks (Priam und Alexander), Susan Bickley (Hecuba und Victoria), Joshua Hopkins (Apollo und verärgerter Mann im Publikum), Jessica Niles (Sandra), Paul Appleby (Blake),  Sarah Defrise (Naomi), Sandrine Mairesse (Marjorie und Bühnenmanagerin), Lisa Willems (Konferenzveranstalterin).
 Video; Livestream der Uraufführungsproduktion im Brüsseler Opernhaus La Monnaie/De Munt.
 Videostream auf Operavision.[6]